# 儂智高

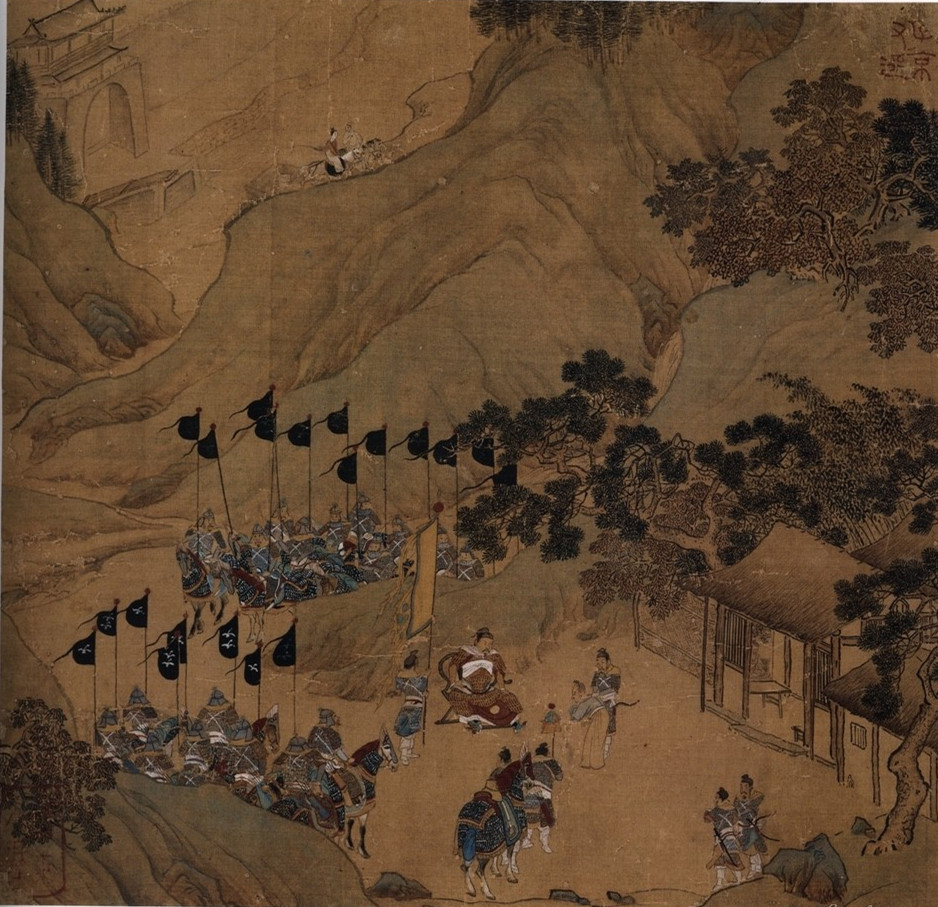
チワン族の民族英雄儂智高(画像)

儂 智高（のん づうご、ヌン・チーガオ、チワン語：Nungz Cigaoh、1025年 - 1055年頃）は、北宋の大暦国・南天国・大南国の反乱の指導者、チワン族の歴史における民族英雄である。チワン族。

## 背景
儂智高は安徳州出身。のちに広源州（現在の広西チワン族自治区西部百色市の管轄下に置く靖西市、徳保県とその周辺地域）を攻め、勢力を持ってきた。中国宋王朝の前に、広源州では、韋、黄、周、儂と呼ばれる四大土豪家族が長期的にこの地域の政治・経済の実権を握っていた。彼らはお互いに競争が激しくなっていた。やっと儂家は、地元の支配優位を得た。中国では、中央王朝が地元の有力者を用いて地方を間接的に統治する土司制度が、宋代に始まった。宋代初頭に、広源州の儂家は宋王朝との密接な関係を保っていた。宋王朝が南漢を倒した後、のちに儂智高の地元となる広源州から、儂民富という土豪が宋の太宗の太平興国2年（977年）に宋王朝に朝貢し官職を得ている。それ以来、儂家族の地元勢力がますます強くなった。
儂智高の父は儂全福（儂存福）と呼ばれ、安徳州（儻猶州の管轄下に置く）の儂家土豪であった。宋の仁宗の天聖7年（1029年）に、儂家が宋王朝に朝貢し官職を得て、儂全福が儻猶州（現在の靖西市の東部地域）の知州を任じられ、弟の儂存禄が万崖州（現在の大新県）の知州を任じられ、儂全福の妻の弟が武勒州（現在の扶綏県、その時の儻猶、万崖、武勒三州を広源州の管轄下に置く）の知州を任じられた。のちに儂全福は広源州とその周辺地域に攻め入って勢力の拡張を図り、また宋の仁宗の宝元元年（1038年）に交趾（現在のベトナム北部ソンコイ川流域地域を指す）の支配から脱するために乱を起こした。そして自ら昭聖皇帝と称し、妻の阿儂を明徳皇后となし、長子智聡を南衛王に封じ、広源州を改めて長生国を建て、年号を「大漢」と称した。しかし、まもなく、交趾の討伐をうけ、翌年の春に儂全福と儂智聡を捕らえられて殺された。儂智高は母の阿儂と共に安徳州（現在の靖西市安徳鎮）の文村へ逃亡し、交趾の手を逃れた。その時から、智高は交趾を憎むようになった。

## 反乱

紋章

こうして父の跡を継いだ儂智高は、安徳州の文村には3年間住んで、再び勢力を伸ばし、その周辺地域の六十一族がすべて智高に所属し従った。宋の仁宗の慶暦元年（1041年）に儂智高は反乱軍を率いて、再び父の根拠地儻猶州にもどり、広州の漢族進士黄師宓、黄偉などと謀議して、宋王朝の統治階級の圧制に反抗し、その地にあらためて大暦国を建てた。しかし、まもなく、ベトナム李朝の李徳政はこれを攻め、儂智高を捕らえたが、儂智高が父と兄を既に殺されていることを憐れんで罪を免じ、もとどおり広源州を与え、知州とし、1043年に太保となった。
儂智高は宋の仁宗の慶暦8年（1048年）に隙に乗じて反乱軍を率い安徳州を奪い、再び李朝に反旗を翻し、その地に国を建てて南天国と号し、年号景瑞と称した。このように、儂智高は交趾に幾度も反抗したが、その都度交趾の圧迫をうけ、その勢力は左江から右江上流域へと移動していた。交趾と既に仇敵となっている儂智高は再三宋に服属を願ったが、宋王朝では交趾と事を起こさないよう配慮し、彼の願い出を許さなかった。そのため、儂智高は今度宋へ攻め入って、宋の仁宗の皇祐元年9月乙巳（1049年10月4日）に、反乱軍を率いて、邕州（現在の南寧市）を攻め、結果的に攻略できなかった。のちに儂智高はまた三回宋に服属を願ったが宋王朝では彼の願い出を許さなかった。
皇祐4年（1052年）4月に儂智高は5000人の反乱軍を率いて、右江上流域の横山寨（現在の田東県平馬鎮）を攻め落とした。さらに宋王朝に公然と反旗を翻した儂軍が5月乙巳（5月31日）に再び邕州を攻め落城させた。その占領は多大な金銀財宝をもたらした。儂智高はその地に国を建てて大南国と号し、年号を「啓暦」（端懿）と称し、自ら仁恵皇帝と称し、母の阿儂を感星皇太后、長子を皇太子とし、黄師宓、黄偉など部下にも中国式の官名を授けた。邕州を陥落させた時には、反乱軍は1万以上の兵力に膨れあがった。そして大衆を吸収して膨れあがった反乱軍は鬱江を下りながら余靖らの宋の討伐軍を撃退し、近隣の横・貴など9州を陥落させ遂に広州を包囲し、猛攻を加えたが、結果的に攻略できなかった。のちに儂智高は敵地に孤立し、広州の放棄を決定し、反乱軍を率いて、後方の陣地の邕州へ撤退した。
皇祐5年（1053年）に宋王朝から宋軍狄青部が派遣され、同じ年の春正月の夜中に、狄青は崑崙関（現在の邕寧区と賓陽県の境付近）を越え、邕州で儂智高の反乱軍と会戦し大勝した。儂智高は雲南特磨道（現在の雲南省文山チワン族ミャオ族自治州）へと逃亡した。母の阿儂、弟の智光、子の継宗・継封らも捕えられて殺された。こうして、儂智高の反乱は失敗した。

## 意義
儂智高の率いた北宋王朝に反抗する蜂起は、宋王朝の民族圧迫と階級圧迫に反抗し、交趾の侵略に対して屈服・譲歩・容忍する宋王朝の妥協政策に反抗するものであり、チワン族の歴史において大規模な正義の戦争であったと、チワン族出身の歴史学者の黄現璠が主張している。儂智高の蜂起はその後兵力の大きな差のために宋王朝に鎮圧されたが、その歴史的な意義は非常に大きかった。今にいたるまで、広西の各族人民、特にチワン族人民のなかには、ずっと儂智高の事跡が伝わっている。儂智高に関する最初の専門書『儂智高』の著者、チワン学の開拓者と呼ばれる黄現璠は、儂智高の蜂起の歴史的な意義について、以下のように解説している。 
第一に、外来の侵犯に反抗するチワン族と漢族の利害の一致により一つに団結を表した。儂智高は宋王朝との戦いに臨んで、広州の漢族進士黄師宓、黄偉という謀士とも組んでおり、他にも数々の漢族人民を傘下に加えていた。反乱期間には李朝の侵略軍を何度も打ち破って、ベトナムの侵略に対して、国土を防衛した。このことは、チワン族と漢族の協力と団結を証明したことである。
第二に、国家の領土主権を守らなかった宋王朝の嶺南における封建統治勢力に重大な打撃を与えた。結果的に宋王朝に嶺南人民に対する統治の諸政策を調整させ、チワン族社会の発展を推進した。
第三に、儂智高が大暦国、南天国、大南国を建てたのは、チワン族人民の民族意識を強化することと、自己統一を要求する民族地方政権の意気を反映していた。